# Staropyszminsk
Staropyszminsk (ros. Старопышминск) – osiedle w Rosji, w obwodzie swierdłowskim, w okręgu miejskim Bieriozowskiego. W 2010 liczyło 1938 mieszkańców.